# Victor Fiévet
Pour les articles homonymes, voir Fievet.
Victor Fiévet, né à Épernay le 23 août 1810 et mort à Abbeville le 21 août 1880, est un journaliste et historien local français.

## Biographie
Ancien imprimeur à Épernay, Fiévet fait ses études au collège de sa ville natale. À la mort de son père, M. Fiévet-Varin, il reprend la direction de l’imprimerie et la rédaction du Journal d’Épernay. En dehors de ses vingt années de journalisme provincial, il est lui-même historien et membre de la Société des gens de lettres.

## Principales publications
- Les Tablettes d'un Champenois. Tout Chemin conduit à Rome, Vve Fiévet, Épernay, 1853. Texte en ligne
- Notice de M. Arnoult, 1856.
- La Récompense de la vertu dans la pauvreté, prix-Arnoult de Fleury-la-Rivière, Vve Fiévet, Épernay, 1861.
- Biographie de Jean-Remy Moët et de ses successeurs, 1864.
- Madame veuve Clicquot (née Ponsardin), son histoire et celle de sa famille, Dentu, Paris, 1865.
- Histoire de la ville d'Épernay, depuis sa fondation jusqu'à nos jours, 3 volumes, Giret, Reims, 1868.